# Albert Ericson
Fredric Albert Ericson, född 4 januari 1840 i Stockholm, död 19 juli 1910 i Evanston, Illinois, var en svenskamerikansk teolog och metodistpastor.
Albert Ericson var son till pastorn i Finska församlingen Eric Henric Eriksson. Han var elev vid Maria trivialskola och därefter från 1854 vid Strängnäs elementarläroverk. 1857 emigrerade han till USA där han först sökte sig Bishop Hill-kolonin. Efter ett år där flyttade han till Andover, Illinois, där han genom Victor Witting som tidigare varit medlem av Bishop Hill-kolonin gick över till metodismen. 1859 blev han metodistpastor i Andover, och verkade därefter i Victoria, Beaver och Rockford fram till 1864. 1862 blev han diakon och några år därefter äldste. Ericson var 1864-1866 utgivare av Chicagotidskriften Sändebudet. Efter en studieresa i Sverige 1866-1867 återkom han till USA och blev på nytt utgivare av Sändebudet fram till 1871. 1872-1880 var han pastor i Brooklyn och grundade därefter svenska metodistkyrkan i Worcester. En tid därefter tjänstgjorde han i Iowa innan han 1883-1909 blev föreståndare för och lärare vid det teologiska seminariet i Evanston. Han tjänstgjorde även vis svenska metodistkyrkan i Evanston 1883-1886. Ericson blev 1895 teologie hedersdoktor vid Northwestern University.